# Bustul lui Valter Mărăcineanu din Dorohoi
Bustul lui Valter Mărăcineanu este un monument istoric situat în municipiul Dorohoi. Figurează pe noua listă a monumentelor istorice sub codul LMI: BT-III-m-B-02041.

## Istoric și trăsături
Bustul lui Valter Mărăcineanu este situat în parcul din vecinătatea actualului sediu al Primăriei, peste drum de Muzeul de Științe ale Naturii, la intersecția străzilor A.I. Cuza cu 1 Decembrie. 
Bustul lui Valter Mărăcineanu a fost executat din bronz în manieră clasică de sculptorul Horia Miclescu și amplasat în anul 1937 în fața regimentului 29 infanterie de pe Bulevardul Victoriei, actualmente desființat, de unde a fost mutat pe actualul amplasament după ce o parte din teren a fost vândut de către municipalitate pentru a face loc construcției unui hypermarket.